# Санини, Антонио
Антонио Санини Санс (исп. Antonio Zanini Sans; род. 9 февраля 1948 года в Барселоне, Испания) — бывший раллийный автогонщик и штурман. В настоящее время является тест-пилотом различных команд. Чемпион Европы по ралли 1980 года на Porsche и девятикратный чемпион Испании по ралли 1974—1978, 1980, 1982—1984 годов. В настоящее время является попечителем Королевского автомобильного клуба Испании и работает в спортивных программах Испанского радио и телевидения. В 2007 году получил Королевский орден Испании за спортивные заслуги.

## Карьера
Начал спортивную карьеру в 1965 году, участвовал в мотокроссе, затем перешёл в гонки.
Его дебют в качестве ралли-пилота состоялся в 1970 году в Барселоне на Renault 8 TS . В следующем году — заканчивает на 5-м месте в чемпионате Каталонии и выполняет несколько тестов в Испании на Ралли Коста Брава или Ралли Людвиг критериум.
В 1972 году купил SEAT 1430. После первых тестов он становится официальным пилотом SEAT в чемпионате Испании по ралли. В 1973 году он занял второе место в чемпионате.
В 1974 году он выиграл свой первый чемпионат Испании, с тремя победами. Повторил титул в 1975, 1976, 1977 и 1978 годах, за рулем SEAT. Благодаря хорошим результатам он заручился поддержкой Федерации Автоспорта Испании и начал выступления в чемпионате Европы в 1975 году. В следующем году он занял второе место на SEAT 124—1850 с Джоном Петиско в качестве штурмана.
В 1977 году закончил 13-м в Европе, но занял 3-е место на Ралли Монте-Карло — первого этапа чемпионата мира 1977 года (первый подиум Испании в чемпионате мира и лучшим результат до начала выступлений Карлоса Сайнса в 1990 г.) и второе место на Ралли Польши.
В 1979 году снова получает «серебро» в Европе, на этот раз с Fiat 131 Abarth. В следующем году он достиг титула чемпиона Европы на этот раз на Porsche 911 SC, с которым он также выиграл чемпионат Испании. После этих результатов Talbot подписали с ним контракт на чемпионат Испании.
В 1984 году за рулем Ferrari 308 GTB становится чемпионом Испании.
После окончания карьеры пилота Санини посвятил себя работе на посту спортивного директора различных частных команд. Так же стал тренером и менеджером таких пилотов как Дани Сола и Ксавьер Понс.
В настоящее время выступает в гонках классических автомобилей.

## Победы в международных ралли
| Год  | Ралли        | Автомобиль      |
| ---- | ------------ | --------------- |
| 1978 | Ралли Польши | Fiat 131 Abarth |
| 1979 | Ралли Польши | Porsche 911     |

## Титулы
| ГОД  | АВТОМОБИЛЬ           | ТИТУЛ                              |
| 1974 | Seat 1430/1800       | Чемпион Испании по ралли           |
| 1975 | Seat 1430/1800       | Чемпион Испании по ралли           |
| 1976 | Seat 1430/1800       | Чемпион Испании по ралли           |
| 1977 | Seat 124/1800        | Чемпион Испании по ралли           |
| 1978 | Fiat 131 Abarth      | Чемпион Испании по ралли           |
| 1980 | Porsche 911 SC       | Чемпион Испании по ралли           |
| 1980 | Porsche 911 SC       | Чемпион Европы по ралли            |
| 1982 | Talbot Lotus Sumbean | Чемпион Испании по ралли           |
| 1983 | Talbot Lotus Sumbean | Интернациональный чемпион по ралли |
| 1984 | Ferrari 308 GTB      | Чемпион Испании по ралли           |
| 1984 | Talbot Samba         | Чемпион Испании по ралли на гравии |